# النظم الجاهزة
تتوفر في الأسواق العالمية للبرمجيات، العديد من هذه الأنظمة التي تلاءم مؤسسات المعلومات بأحجامها المختلفة، (صغيرة ، متوسطة ، كبيرة) والتي توفر الدعم لأكثر من لغة، وتغطي العمليات والأنشطة كافة التي تقوم بها هذه المؤسسات، ضمن نطاق النظام المتكامل، ومن ابرز هذه الأنظمة وأكثرها تطبيقاً على المستوى العالمي في المكتبات ومؤسسات المعلومات:
1. نظام CDS/ISIS . طوره المكتب الدولي للعمل في جنيف في أواخر الستينيات من القرن العشرين ، ثم تولى المركز الدولي لتوثيق البحث في كندا مسؤولية تطويره، منذ السبعينيات حيث تم تطوير نسخة من النظام للعمل على الحواسيب متوسطة الحجم أطلق عليها اسم MINISIS . وآخر المنجزات التطويرية على هذا النظام تحديثه للعمل في بيئة نظام التشغيل ويندوز 95 وإصداراته اللاحقة باسم Winisis
2. نظام DYNIX. طور هذا النظام في الولايات المتحدة أوائل الثمانينات واستخدم فعلا عام 1983 ، يعمل مع نظام التشغيل يونكس ويمكن استخدامه على الأحجام المختلفة من الحواسيب .
3. نظام TECHLIB PULS. طور هذا النظام من قبل شركة Information Dimensions عام 1979 للعمل على الحواسيب الكبيرة وينتشر استخدامه في شمال أمريكا و أوربا الغربية بشكل خاص
4. نظام INNOPAC. هو نظام متكامل للعمليات والخدمات المكتبية كافة يعمل من خلال نظام التشغيل يونكس وباستخدام أجهزة الحواسيب من نوع آي بي إم أو المتوافقة معها .
5. نظام NOTIS. عام 1967 طور هذا النظام في جامعة نورث وسترن في الولايات المتحدة ، ثم اشترته شركة Ameritech ، وصمم هذا النظام للاستخدام في المكتبات الجامعية والأكاديمية الكبيرة وانتشر استخدامه في مؤسسات المعلومات الأمريكية والأوربية في عقد التسعينيات وبعد إنتاج النسخة المحدثة منه عام 1992 بالتعاون مع جامعات ولايتي إنديانا و نيويورك في الولايات المتحدة .
6. نظام ORACLE. طورته شركة أوراكل لإنتاج قواعد البيانات المرتبطة ومنها Oracle R. DBMS وتقوم هذه الشركة بإصدار نظام أوراكل خاص بالتطبيقات في المكتبات ومراكز المعلومات حيث يتضمن أنظمة فرعية للفهرسة و البحث الآلي المباشر و التزويد و الدوريات و بسبب كلفته العالية و حداثته يقتصر استخدامه حاليا على بريطانيا و أستراليا.